# Langues mixtèques
Les langues mixtèques sont un groupe de langues amérindiennes parlées au Mexique.

## Classification
Les langues mixtèques sont rattachées à la famille oto-mangue.

## Liste des langues
En tant que telle, la famille n'est constituée que de trois membres, le mixtèque, le cuicatèque et le trique. Cependant il existe une grande variété de parlers cuicatèques, trique et surtout mixtèques. L'habitude est de les qualifier de dialectes. Ce terme ne signifie pas  nécessairement qu'ils soient intercompréhensibles les uns par rapport aux autres.
En 2015, plusieurs répertoires linguistiques comptent des nombres largement différents de langues mixtèques. Ethnologue compte 52 dialectes mixtèques, Glottolog cite 71 languoïdes organisés en 12 groupes, l’INALI répertorie 81 variantes mixtèques, le Catalogue of Endangered Languages compte  12 groupes suivant une étude de Judy Kathryn Josserand de 1982.
Liste non exhaustive : 
- sous-groupe mixtèque
  - mixtèque de Coatzospan
  - mixtèque de Tezoatlán
- sous-groupe trique
  - Trique de Chicahuaxtla

| ELP                                                      | SIL                                | ISO 639 | Glottolog                         | INALI                                                                                    |
| -------------------------------------------------------- | ---------------------------------- | ------- | --------------------------------- | ---------------------------------------------------------------------------------------- |
| mixtèque central bas                                     | mixtèque de Silacayoapan           | mks     | sila1250                          |                                                                                          |
| mixtèque central bas                                     | mixtèque de Oaxaca nord-ouest      | mxa     | nort2986                          |                                                                                          |
| mixtèque de la côte                                      | mixtèque d’Amoltepec               | mbz     | amol1236                          | mixtèque de Santiago Amoltepec (mixteco de Santiago Amoltepec)                           |
| mixtèque de la côte                                      | mixtèque de Chayuco                | mih     | chay1249                          | mixtèque d’Oaxaca de la Côte centrale (mixteco de Oaxaca de la costa central)            |
| mixtèque de la côte                                      | mixtèque de Pinotepa Nacional      | mio     | pino1237                          | mixtèque de l’ouest de la Côte (mixteco del oeste de la costa)                           |
| mixtèque de la côte                                      | mixtèque de San Juan Colorado      | mjc     | sanj1281                          | mixtèque d’Oaxaca de la Côte nord-ouest (mixteco de Oaxaca de la costa noroeste)         |
| mixtèque de la côte                                      | mixtèque de Tututepec              | mtu     | tutu1243                          | mixtèque de Villa de Tututepec (mixteco de Villa de Tututepec)                           |
| mixtèque de la côte                                      | mixtèque de Jamiltepec             | mxt     | jami1235                          | mixtèque d’Oaxaca de la Côte centrale basse (Mixteco de Oaxaca de la costa central baja) |
| mixtèque de la côte                                      | mixtèque de Santa María Zacatepec  | mza     | sant1436                          | mixtèque de Sierra sud ouest (Mixteco de Sierra sur oeste)                               |
| mixtèque de la côte                                      | mixtèque d’Ixtayutla               | vmj     | ixta1235                          | mixtèque d’Ixtayutla (mixteco de Ixtayutla)                                              |
| mixtèque alta oriental                                   | mixtèque de Yutanduchi             | mab     | yuta1240                          | mixtèque de Yutanduchi de Guerrero (mixteco de Yutanduchi de Guerrero)                   |
| mixtèque alta oriental                                   | mixtèque de Peñoles                | mil     | peno1244                          | mixtèque de Santa María Peñoles (mixteco de Santa María Peñoles)                         |
| mixtèque alta oriental                                   | mixtèque de Tlazoyaltepec          | mqh     | tlaz1235                          | bas mixtèque de Valles (mixteco bajo de Valles)                                          |
| mixtèque alta oriental                                   | mixtèque de Tidaá                  | mtx     | tida1235                          | mixtèque de San Pedro Tidaá (mixteco de San Pedro Tidaá)                                 |
| mixtèque alta oriental                                   | mixtèque de Huitepec               | mxs     | huit1252                          | mixtèque de San Antonio Huitepec (mixteco de San Antonio Huitepec)                       |
| mixtèque alta oriental                                   | mixtèque de Nochixtlán du sud-est  | mxy     | sout3002                          |                                                                                          |
| mixtèque alta oriental                                   | mixtèque de Mitlatongo             | vmm     | mitl1235                          | mixtèque de Mitlatongo (mixteco de Mitlatongo)                                           |
| mixtèque alta oriental                                   | mixtèque de Tamazola               | vmx     | tama1339                          | mixtèque de San Juan Tamazola (mixteco de San Juan Tamazola)                             |
| mixtèque alta oriental                                   | mixtèque de Diuxi-Tilantongo       | xtd     | diux1235                          | mixtèque de l’Est central (mixteco del este central)                                     |
| mixtèque alta oriental                                   | mixtèque de San Miguel Piedras     | xtp     | sanm1294                          | mixtèque de San Miguel Piedras (mixteco de San Miguel Piedras)                           |
| mixtèque alta oriental                                   | mixtèque de Sindihui               | xts     | sind1277                          |                                                                                          |
| mixtèque de Guerrero                                     | mixtèque de Alacatlatzala          | mim     | alac1244                          | haut mixtèque central de Guerrero (mixteco de Guerrero central alto)                     |
| mixtèque de Guerrero                                     | mixtèque de Metlatónoc             | mxv     | metl1238                          | mixtèque (mixteco de Guerrero del este medio)                                            |
| mixtèque de Guerrero                                     | mixtèque de Alcozáuca              | xta     | alco1235                          | mixtèque de Guerrero central du Nord-Est (mixteco de Guerrero del noreste central)       |
| mixtèque de Guerrero                                     | mixtèque de Alcozáuca              | xta     | alco1235                          | mixtèque de Xochapa (mixteco de Xochapa)                                                 |
| mixtèque de Guerrero                                     | mixtèque de Yoloxochitl            | xty     | yolo1241                          | mixtèque de San Luis Acatlán (mixteco de San Luis Acatlán)                               |
| mixtèque de Mixtepec                                     | mixtèque de Mixtepec               | mix     | mixt1425                          | mixtèque de l’Ouest central (mixteco de oeste central)                                   |
| mixtèque alta nord-est                                   | mixtèque d’Apasco-Apoala           | mip     | apas1235                          | mixtèque du Nord-Est (mixteco del noreste)                                               |
| mixtèque alta nord-est                                   | mixtèque de Soyaltepec             | vmq     | soya1236                          | bas mixtèque du Nord-Ouest (Mixteco del noreste bajo)                                    |
| mixtèque alta nord                                       | mixtèque de Coatzospan             | miz     | coat1241                          | mixtèque de Coatzóspam (Mixteco de Coatzóspam)                                           |
| mixtèque alta nord                                       | mixtèque de Cuyamecalco            | xtu     | cuya1240                          | mixtèque de Cañada central (mixteco de Cañada central )                                  |
| mixtèque baja nord                                       | mixtèque de Chigmecatitlán         | mii     | chig1239                          | mixtèque du sud-ouest de Puebla (mixteco del suroeste de Puebla)                         |
| mixtèque baja nord                                       | mixtèque de Puebla sud             | mit     | sout3001                          |                                                                                          |
| mixtèque baja nord                                       | mixtèque de Chazumba               | xtb     | chaz1235                          | mixtèque de la frontière Puebla-Oaxaca (mixteco de la frontera Puebla-Oaxaca)            |
| mixtèque baja sud                                        | mixtèque de Juxtlahuaca occidental | jmx     | west2643                          |                                                                                          |
| mixtèque baja sud                                        | mixtèque de Puebla sud             | miy     | ayut1236                          | mixtèque d’Ayutla (mixteco de Ayutla)                                                    |
| mixtèque baja sud                                        | mixtèque de Chazumba               | vmc     | juxt1235                          | haut mixtèque de l’Ouest (mixteco del oeste alto)                                        |
| haut mixtèque nord-ouest central (mixtèque de Tezoatlán) | mixtèque de Cacaloxtepec           | miu     | caca1250                          | haut mixtèque de l’Ouest (mixteco del oeste alto)                                        |
| haut mixtèque nord-ouest central (mixtèque de Tezoatlán) | mixtèque de Tezoatlán              | mxb     | tezo1238                          | mixtèque du Nord-Est moyen (mixteco del noroeste medio)                                  |
| mixtèque alta occidental                                 | mixtèque de Itundujia              | mce     | itun1239                          | mixtèque de Santa Cruz Itundujia (mixteco de Santa Cruz Itundujia)                       |
| mixtèque alta occidental                                 | mixtèque de Santa Lucía Monteverde | mdv     | sant1439                          | mixtèque de Santa Lucía Monteverde (mixteco de Santa Lucía Monteverde)                   |
| mixtèque alta occidental                                 | mixtèque de Tlaxiaco sud-ouest     | meh     | sout3000                          | mixtèque du Sud-Ouest central (mixteco del suroeste central)                             |
| mixtèque alta occidental                                 | mixtèque de Tlaxiaco nord          | xtn     | nort2985                          | mixtèque du Sud-Ouest central (mixteco del suroeste central)                             |
| mixtèque alta occidental                                 | mixtèque de Atatláhuca             | mib     | atat1238                          | mixtèque du Sud moyen (mixteco del sur medio)                                            |
| mixtèque alta occidental                                 | mixtèque de Tacahua                | xtt     | taca1257                          | mixtèque du Sud moyen (mixteco del sur medio)                                            |
| mixtèque alta occidental                                 | mixtèque de Ocotepec               | mie     | ocot1243                          | bas mixtèque de Sierra sud nord-est (mixteco de Sierra sur noroeste)                     |
| mixtèque alta occidental                                 | mixtèque de San Miguel El Grande   | mig     | sanm1295                          | bas mixtèque du sud (mixteco del sur bajo)                                               |
| mixtèque alta occidental                                 | mixtèque de Yosondúa               | mpm     | yoso1239                          | mixtèque de Yosondúa (mixteco de Yosondúa)                                               |
| mixtèque alta occidental                                 | mixtèque de Yucuañe                | mvg     | yucu1250                          | mixtèque du Sud-Est central (mixteco del sureste central)                                |
| mixtèque alta occidental                                 | mixtèque de Sinicahua              | xti     | sini1243                          | mixtèque de San Antonio Sinicahua (mixteco de San Antonio Sinicahua)                     |
| mixtèque alta occidental                                 | mixtèque de San Juan Teita         | xtj     | sanj1282                          | mixtèque de San Juan Teita (mixteco de San Juan Teita)                                   |
| mixtèque alta occidental                                 | mixtèque de Tijaltepec             | xtl     | tija1235                          | mixtèque de San Pablo Tijaltepec (mixteco de San Pablo Tijaltepec)                       |
| mixtèque alta occidental                                 | mixtèque de Magdalena Peñasco      | xtm     | magd1235                          | mixtèque central (mixteco central)                                                       |
| mixtèque baja occidental                                 |                                    |         |                                   |                                                                                          |
|                                                          |                                    |         | yucu1254 (mixtèque de Yucunicoco) |                                                                                          |

## Écriture
Un alphabet unifié a été adopté par l’Académie de la langue mixtèque (Ve'e Tu'un Savi) après plusieurs ateliers organisés à partir de 1990.
| a | ch | d | dj | e | g | ɨ  | i  | j | k | l | m | n | ñ |
| ŋ | o  | p | r  | s | t | ts | ty | u | v | w | x | y | ’ |

Des alphabets différents sont utilisés par le Secrétariat d’éducation publique de l’Institut national pour l’éducation des adultes (INEA), avec les lettres a, ch, e, i, j, k, l, m, n, ñ, o, s, t, u, v, x, y, ' et, selon la langue, les lettres ɨ, r, d, ts, w, g, ng.

## Sources
- (es) « Agrupación lingüística: mixteco, Familia lingüística: Oto-mangue », sur Catálogo de las Lenguas Indígenas Nacionales, INALI (consulté le 28 juillet 2023)
- (es) Ndusu tu’un savi, Ve’e Tu’un Savi, Secretaría de Educación pública et INALI, 2008 (lire en ligne)
- (es) Instituto Nacional para la Educación de los Adultos, Empiezo a leer y escribir en mi lengua. Mixteco Alta 1. MIBES 1. Guía para el asesor bilingüe, México, D.F., Secretaría de Educación Pública, Instituto Nacional para la Educación de los Adultos (INEA), 2014, 2e éd. (1re éd. 1997), ZIP (ISBN 978-607-710-348-6, lire en ligne)
- (en) Judy Kathryn Josserand, Mixtec dialect history (thèse de PhD), Tulane University, 1983 (présentation en ligne)
- (en) Stephen A. Marlett, « Nasalisation in Mixtec Languages », International Journal of American Linguistics, vol. 58, no 4,‎ 1992, p. 425-435
- (en) Eve Okura, Language vs. Dialect in Language Cataloguing: The Vexed Case of Otomanguean Dialect Continua, vol. 46, coll. « University of Hawai‘i at Mānoa Working Papers in Linguistics », 2015 (lire en ligne), chap. 5